# Москали (Томская область)
Москали — деревня в Томском районе Томской области России. Входит в состав Малиновского сельского поселения. Население 48 чел. (2021) .

## География
Находится на востоке региона, в лесной местности вблизи северной окраины центра поселения села Малиновка, на реке Омутная.

## История
В соответствии с Законом Томской области от 12 ноября 2004 года № 241-ОЗ деревня вошла в муниципальное образование Малиновское сельское поселение.

## Население
| 2002 | 2008 | 2009 | 2010 | 2011 | 2012 | 2013 | 2014 | 2015 |
| ---- | ---- | ---- | ---- | ---- | ---- | ---- | ---- | ---- |
| 36   | ↘26  | ↗33  | ↗38  | ↘36  | ↘35  | →35  | ↗36  | ↗49  |
| 2021 |      |      |      |      |      |      |      |      |
| ↘48  |      |      |      |      |      |      |      |      |

## Известные жители
Иннокентий Владимирович Юхневич, заслуженный артист РСФСР, родился 21 ноября 1921 года в д. Москали.

## Инфраструктура
Личное подсобное хозяйство.
В 2015 году здесь проходил финал чемпионата Томской области по трофи-рейдам «Медвежий угол»

## Транспорт
Ближайшая железнодорожная станция — Туган.